# Edward Legge
Edward Legge, né vers 1710 et mort aux Indes occidentales le 19 septembre 1747, est un capitaine dans la Royal Navy, élu député à la Chambre des communes de Grande-Bretagne trois mois après sa mort.

## Biographie
Il est le fils de William Legge, 1er comte de Dartmouth. Il entre dans la Royal Navy en 1726, et est promu lieutenant en 1734, puis capitaine en 1738. Il obtient en 1739 le commandement du navire de guerre HMS Severn, qu'il commande dans le cadre d'une expédition vers le Pacifique sous les ordres du contre-amiral George Anson. L'expédition est un échec : leurs deux navires, le Severn et le Pearl, sont pris dans une violente tempête au sud du Cap Horn, et doivent finalement rebrousser chemin. En 1747 il se voit confier le commandement du navire HMS Windsor, ainsi que des îles Sous-le-Vent. Il y décède peu de temps après son arrivée, le 19 septembre, à l'âge de 37 ans.
Au même moment ou presque, le siège pour la ville portuaire de Portsmouth devient vacant à la Chambre des communes en Grande-Bretagne. Cette ville étant sous contrôle de l'amirauté en raison de son importance stratégique, la Marine propose que le capitaine Edward Legge soit candidat. L'intéressé n'étant pas joignable à courte échéance, sa candidature est autorisée par son frère, Henry Bilson Legge, député de la ville côtière d'Orford dans le Suffolk. Candidat pour la majorité parlementaire du premier ministre Henry Pelham (du Parti whig), Edward Legge est élu député sans opposition le 15 décembre, lors d'une élection partielle. La nouvelle de sa mort arrive en Angleterre le 19 décembre. Une nouvelle élection partielle a lieu à Portsmouth le 28 décembre, et le siège revient au général Edward Hawke, lui aussi candidat mis en avant par l'amirauté.